# Bathyplectes balteatus
Bathyplectes balteatus là một loài tò vò trong họ Ichneumonidae.